# Arrigo Boito

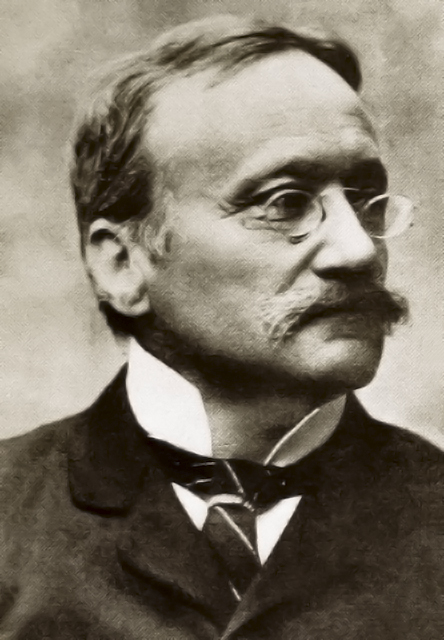
Arrigo Boito

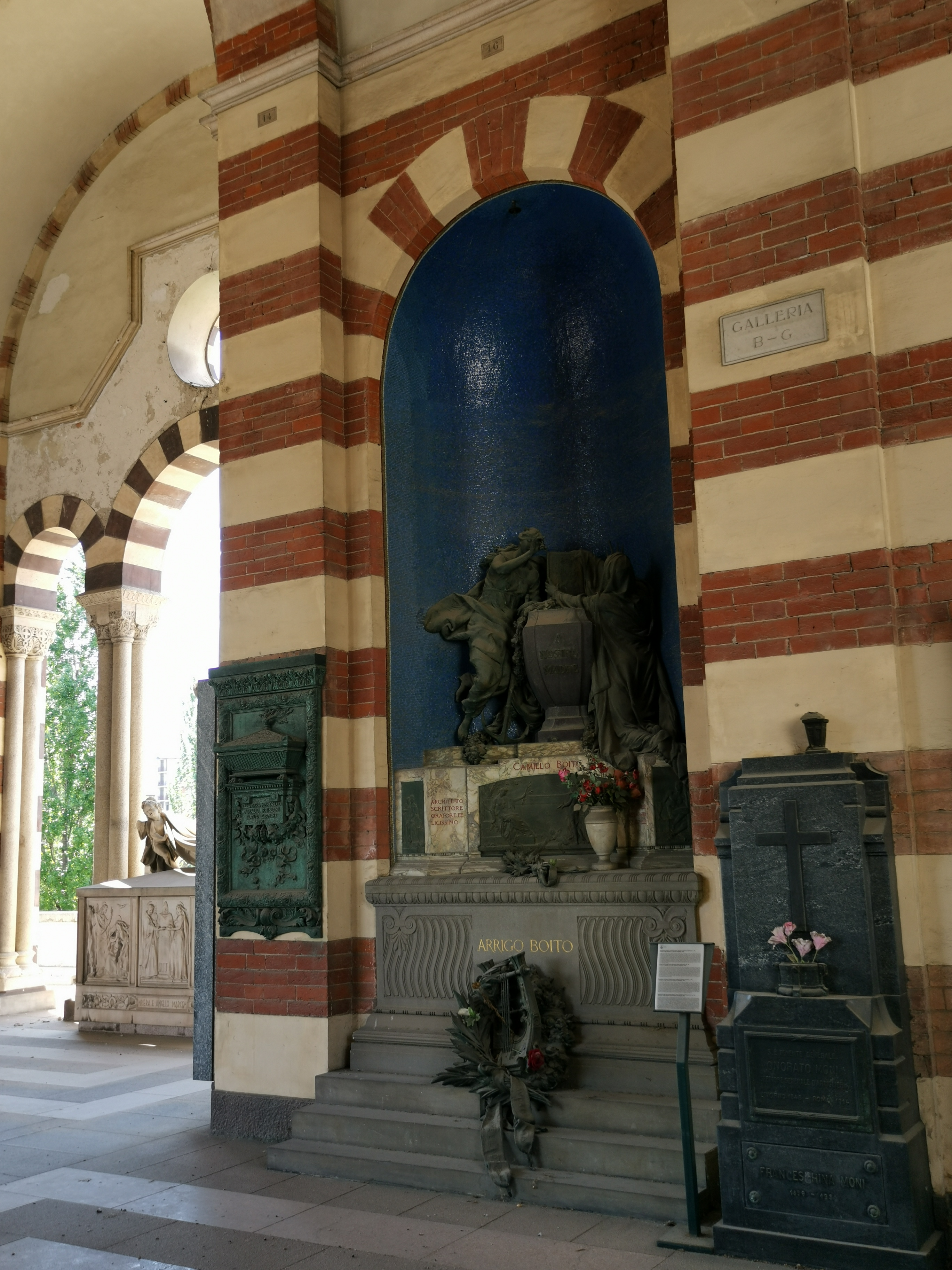
Grab im Cimitero Monumentale Mailand

Arrigo Boito (* 24. Februar 1842 in Padua; † 10. Juni 1918 in Mailand, eigentlich: Enrico Giuseppe Giovanni Boito) war ein italienischer Schriftsteller, Librettist und Komponist.

## Leben und Wirken

### Bis 1862
Arrigo Boito war der zweite Sohn des Miniaturmalers Silvestro Boito (1802–1856) und der Giuseppina Boito, geb. Józefa Radolińska, einer verwitweten polnischen Gräfin. Mit neun Lebensjahren verfasste „Enrichetto“ erste Kompositionen, u. a. eine Polka auf La donna è mobile aus Verdis Rigoletto. 1853 studierte er am Mailänder Konservatorium in den Klassen für Violine, Klavier und Komposition. Dort schloss er 1855 Freundschaft mit seinem Mitstudenten, dem Komponisten und Dirigenten Franco Faccio. Nach Beendigung des Studiums begab er sich nach Paris, wo er mit Gioachino Rossini und Giuseppe Verdi zusammentraf. Hier schrieb er 1862 die Verse der Hymne der Nationen, die von Giuseppe Verdi aus Anlass der Weltausstellung in London vertont wurden. Auf der Rückreise nach Mailand besuchte er Polen, Deutschland und England.

### 1862–1871
In Mailand (November 1862) gehörte er für die nächsten fünf Jahre der revolutionären Intellektuellen-Bewegung Scapigliatura an, verfasste vor allem (oft scharfe) Kritiken und Gedichte. Für Faccio schrieb Boito das Libretto zu Amleto (nach William Shakespeares Hamlet, Uraufführung am 30. Mai 1865 in Genua). 1866 nahm Boito als Freiwilliger mit Faccio an den Freiheitskriegen gegen Österreich teil. Am 5. März 1868 fand die Uraufführung seiner ersten Oper Mefistofele (nach Goethes Faust. Eine Tragödie) an der Mailänder Scala und fiel durch (u. a. weil der im Dirigieren unerfahrene Boito die musikalische Leitung selbst übernehmen musste). Daraufhin revidierte Boito das Werk und verkürzte es drastisch. So wurde die Rolle des Faust, die ursprünglich für Baritonstimme geschrieben war, in eine Tenorpartie umgewandelt. Die neue Version wurde am 4. Oktober 1875 am Teatro Comunale di Bologna uraufgeführt und war sofort ein Erfolg. Mefistofele ist die einzige Oper Boitos, die sich mit zunehmender Aufführungsfrequenz und Beliebtheit bis heute im Opernrepertoire gehalten hat. Als Komponist wurde er besonders von Ludwig van Beethoven und Richard Wagner beeinflusst. Ihm schwebte eine Synthese deutscher und italienischer Kunst vor.
1869 übersetzte Boito Richard Wagners Rienzi ins Italienische. Am 19. November 1871 besuchte er mit Faccio in Bologna den Lohengrin, die erste Aufführung einer Wagner-Oper in Italien. Auf der Rückreise trafen sie um 3 Uhr nachts auf dem Bahnhof mit Verdi zusammen, und sie unterhielten sich – über die Unbequemlichkeit des Schlafens in der Eisenbahn.

### 1874–1893
1874 verfasste Boito für Amilcare Ponchielli (1834–1886) das Libretto zu La Gioconda, die unter Leitung von Faccio am 8. April 1876 an der Scala uraufgeführt wurde.
In den folgenden Jahren widmete sich Boito hauptsächlich der Dichtkunst und Übersetzungen.
1876 übersetzte er Wagners Tristan und Isolde (italienische Erstaufführung 2. Juni 1888 in Bologna) und die Wesendonck-Lieder. Ebenfalls von Boito stammt die Übertragung des Freischütz von Carl Maria von Weber. Im Sommer 1879 skizzierte er für Verdi das Textbuch für Otello, dessen ersten Entwurf der Komponist am 18. November 1879 erhielt. 1880/81 arbeiteten beide dann an der Neufassung von Simon Boccanegra. 1884 begegnete er erstmals der Schauspielerin Eleonora Duse (1858–1924), verliebte sich jedoch erst beim Wiedersehen kurze Zeit nach der Uraufführung des Otello (5. Februar 1887) in sie. 1889 begann Boito die Arbeit am Textbuch zu Verdis letzter Oper Falstaff. Im Sommer 1890 kühlte sich die Beziehung Boitos zu Duse ab. Am 9. Februar 1893 feierte er mit der Uraufführung des Falstaff den letzten großen Triumph seines Lebens.

### 1893–1918
Bis zu Verdis Tod (27. Januar 1901) war er mit dem Komponisten freundschaftlich verbunden, besuchte ihn mehrmals im Jahr und vermittelte die Uraufführung von dessen letztem Werk, den Quattro pezzi sacri in Paris (7. April 1898). 1895 setzte er sich zusammen mit Giulio Ricordi und anderen für die Verbesserung der Autorenrechte ein, 1898 verliebte er sich in Velleda Ferretti. 1903 erkrankte er erstmals an Angina Pectoris. 1910 wurde er als auswärtiges Mitglied in die Académie des Beaux-Arts aufgenommen. 1911/12 wurde Boito Mitinitiator des Scala-Museums. Am 17. März 1912 wurde er zum Senator ernannt und stimmte am 20. Mai 1915 für den Eintritt Italiens an der Seite der Alliierten in den Ersten Weltkrieg. 1917 besuchte er die Front, darauf verschlimmerte sich seine Angina, Eleonora Duse eilte nach Mailand (24. Dezember 1917–17. Januar 1918), traf aber nicht mit ihm zusammen. Am 19. Mai 1918 schrieb er ihr zum letzten Mal, er starb am Morgen des 10. Juni 1918. Er wurde auf dem Cimitero Monumentale in Mailand beigesetzt.
Sein ewig in Entstehung befindliches Werk, den Nerone (begonnen 1862!), vollendete er nie. Erst   nach einer Bearbeitung von Antonio Smareglia, Vittorio Tommasini und Arturo Toscanini wurde Nerone am 1. Mai 1924 unter Toscaninis Leitung an der Scala uraufgeführt.
Als Schriftsteller benutzte Boito zeitweise ein Anagramm seines Namens als Pseudonym: Tobia Gorrio.
Der Architekt Camillo Boito ist der Bruder von Arrigo Boito.

## Werke (Auswahl)
- L’alfier nero
- Mefistofele
- Nerone
- Novelle e riviste drammatiche
- Poesie e racconti
- Il pugno chiuso